# Ringwaage

Schematische Darstellung der Bauweise

Die Ringwaage ist ein Messgerät zur Messung von Differenzdruck in Flüssigkeiten und gasförmigen Medien. 

## Messprinzip

Schematische Darstellung des Messprinzips

Ein knapp zur Hälfte mit einer Sperrflüssigkeit gefüllter, drehbar gelagerter Hohlring ist durch eine Trennwand oben geteilt. Die oberhalb der sperrenden Flüssigkeit bestehenden Kammern sind über flexible Schläuche an die zu messenden (Differenz-)Drücke angeschlossen. 
Eine Druckdifferenz zwischen den beiden Kammern dreht den Ringkörper so weit, bis sich ein Kräftegleichgewicht mit dem unten befestigten Gegengewicht einstellt.

## Genauigkeit des Messverfahrens
Menge und Dichte der Sperrflüssigkeit haben keinen Einfluss auf die Messung, die Kalibrierung wird ausschließlich von festen, auch über Jahre unveränderlichen Faktoren bestimmt, denn statt einer Messfeder oder Membran bestimmt das Kalibriergewicht die Messung. Dadurch wird eine hohe Langzeitgenauigkeit erzielt.

## Sperrflüssigkeit
Die Sperrflüssigkeit muss sehr dünnflüssig sein, chemisch reaktionsfrei zu den Teilen der Ringwaage und dem zu messenden Medium, verdunstungsfrei, möglichst umweltneutral, schwerer als das zu messende Medium und, zur Erhöhung der Überlastbarkeit, möglichst schwer sein.
Wegen der vorgenannten Einschränkungen kommen im industriellen Einsatz fast nur Öle zum Einsatz. Quecksilber wird verwendet, wenn Differenzdrücke von Flüssigkeiten zu messen sind.

## Einsatzentscheidungen
Gegenüber anderen Messverfahren sind die hohe Langzeitstabilität und die Messbarkeit sehr geringer Differenzdrücke auch bei hohen statischen Drücken hervorzuheben. Nachteilig sind der hohe Preis, die nur bedingte Überlastsicherheit und die Notwendigkeit der senkrechten Montage.

## Anwendungen
Da das Messprinzip sehr geringe Druckdifferenzen erlaubt, ergeben sich Einsatzgebiete in der Gebäude-Automatisierung, Reinraumtechnik und im Ofen-, beziehungsweise Kesselbau. Hier werden sehr kleine Messbereiche zwischen −25 und 50 Pa benötigt.
Für Durchflussmengen-Messungen werden Messwertgeber (z. B. Messblende oder Venturidüse) benötigt.